# 喩家坳郷
喩家坳郷（ゆかおうきょう）は中華人民共和国湖南省長沙市寧郷市の郷。

## 行政区画
- 喩家坳村
- 玉山村
- 三民村
- 南嶺村
- 九竜峰村
- 仁泉村
- 涌泉山村
- 太平山村
- 湖溪塘村
- 神武村

## 経済

### 名物・特産品
- たばこ
- 石炭

## 地理
喩家坳郷は寧郷市の北部に位置し、北は益陽市灰山港鎮と、東は煤炭壩鎮と、西は横市鎮と、南は双鳧鋪鎮、大成橋鎮とそれぞれ接している。

## 教育
- 小学校：喩家坳小学

## 交通

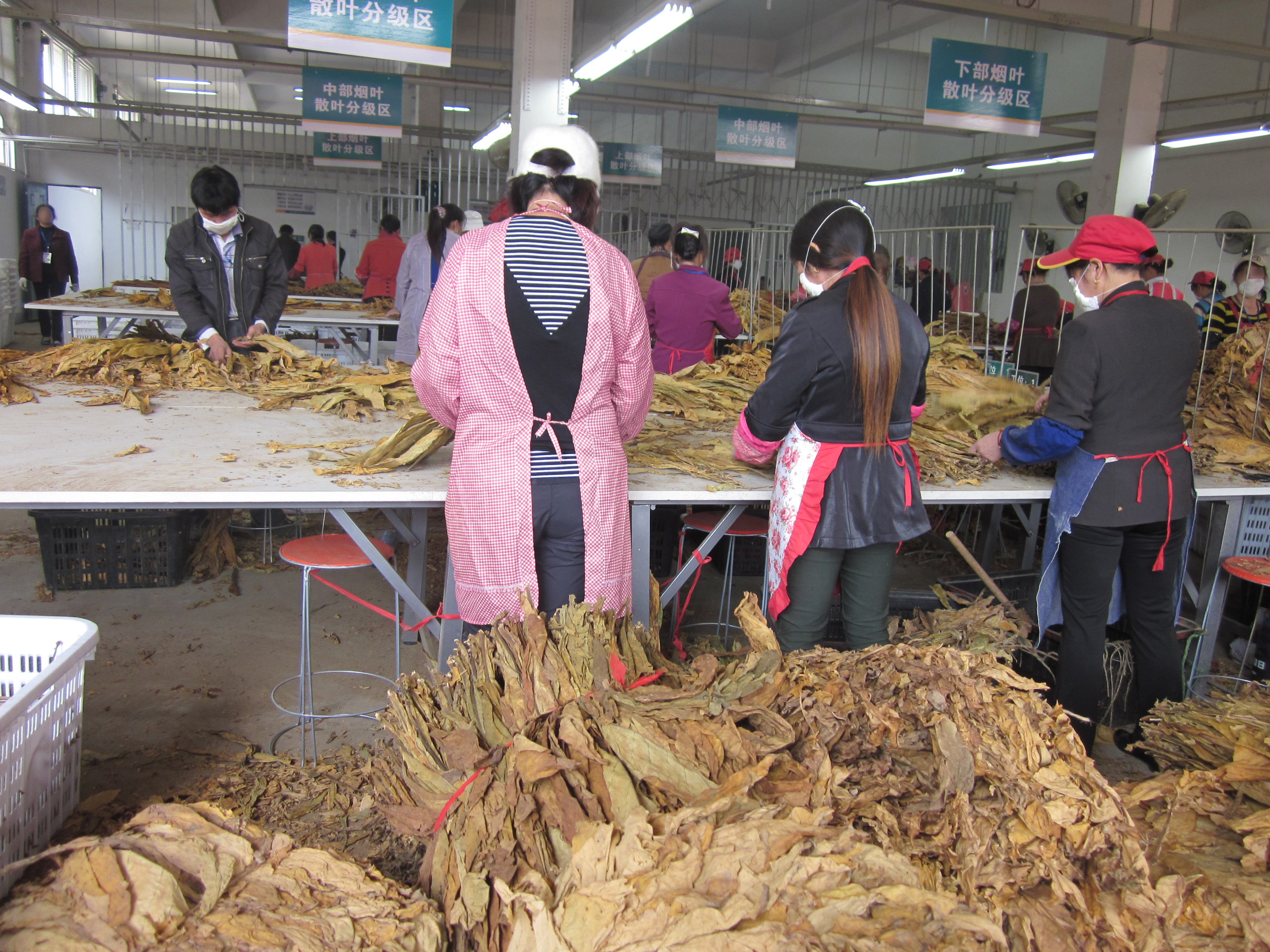
たばこ

### 道路
- 県道：喩鉄線、太平山線、神武線